# Masanori Sanada
Masanori Sanada (japonsky 真田 雅則, 6. března 1968 – 6. září 2011) byl japonský fotbalista.

## Klubová kariéra
Hrával za All Nippon Airways a Shimizu S-Pulse.

## Reprezentační kariéra
S japonskou reprezentací se zúčastnil Mistrovství Asie ve fotbale 1988.